# Limor Mizrachi
Limor Mizrachi (in ebraico לימור מזרחי‎?; Tel Aviv, 24 giugno 1970) è un'ex cestista israeliana, professionista nella ABL.

## Carriera
Con Israele ha disputato due edizioni dei Campionati europei (1991, 2003).